# Jours fériés en Colombie
 (janvier 2021).
En Colombie sont reconnus deux types de jours fériés : les fêtes religieuses et les fêtes civiles, dont parmi ces dernières les fêtes patriotiques, liées à des événements de l'Indépendance. Toutes ces fêtes officielles sont des jours non travaillés.
On distingue également une division selon que ces fêtes sont célébrées à date fixe ou mobile. Ces dernières sont celles liées à Pâques ou qui se célèbrent le premier lundi qui suit une date déterminée.

## Liste
|                 | Religieuses | Civiles |
| --------------- | --- | --- |
| Date fixe       | - Circoncision de Jésus (1er janvier) - Immaculée Conception (8 décembre) - Noël (25 décembre)                                            | - Jour de l'an (1er janvier) - Fête du Travail (1er mai) - Grito de la Independencia (20 juillet) - Bataille de Boyacá (7 août) |
| Premier lundi   | - Épiphanie (6 janvier) - Saint Joseph (19 mars) - Saint Pierre et Saint Paul (29 juin) - Assomption (15 août) - Toussaint (1er novembre) | - Jour de Christophe Colomb (12 octobre) - Indépendance de Carthagène des Indes (es) (11 novembre)                              |
| Reliée à Pâques | - Semaine sainte - Dimanche des Rameaux - Jeudi saint - Vendredi saint - Samedi saint - Pâques - Ascension - Fête-Dieu - Sacré-Cœur       | |

## Dernières dates
Ci-dessous les fêtes dans l'ordre chronologique et les dates où elles sont célébrées sur la période 2009–2012.
| Date de base | Célébration                   | Fête                                      | Date en 2009 | Date en 2010 | Date en 2011 | Date en 2012 |
| ------------ | ----------------------------- | ----------------------------------------- | ------------ | ------------ | ------------ | ------------ |
| 1er janvier  | Date fixe                     | Jour de l'an                              | 1er janvier  | 1er janvier  | 1er janvier  | 1er janvier  |
| 6 janvier    | Premier lundi                 | Épiphanie (Rois mages)                    | 12 janvier   | 11 janvier   | 10 janvier   | 9 janvier    |
| 19 mars      | Premier lundi                 | Saint Joseph                              | 23 mars      | 22 mars      | 21 mars      | 19 mars      |
| Pâques - 7   | Dimanche précédant Pâques     | Dimanche des Rameaux                      | 5 avril      | 28 mars      | 17 avril     | 1er avril    |
| Pâques - 3   | Jeudi précédant Pâques        | Jeudi saint                               | 9 avril      | 1er avril    | 21 avril     | 5 avril      |
| Pâques - 2   | Vendredi précédant Pâques     | Vendredi saint                            | 10 avril     | 2 avril      | 22 avril     | 6 avril      |
| Pâques       | Dimanche de Pâques,           | Pâques                                    | 12 avril     | 4 avril      | 24 avril     | 8 avril      |
| 1er mai      | Date fixe                     | Fête du Travail                           | 1er mai      | 1er mai      | 1er mai      | 1er mai      |
| Pâques + 43  | Septième lundi suivant Pâques | Ascension de Jésus-Christ                 | 25 mai       | 17 mai       | 6 juin       | 21 mai       |
| Pâques + 64  | Dixième lundi suivant Pâques  | Fête-Dieu                                 | 15 juin      | 7 juin       | 27 juin      | 11 juin      |
| Pâques + 71  | Onzième lundi suivant Pâques  | Sacré-Cœur                                | 22 juin      | 14 juin      | 4 juillet    | 18 juin      |
| 29 juin      | Premier lundi                 | Saint Pierre et Saint Paul                | 29 juin      | 5 juillet    | 4 juillet    | 2 juillet    |
| 20 juillet   | Date fixe                     | Grito de Independencia                    | 20 juillet   | 20 juillet   | 20 juillet   | 20 juillet   |
| 7 août       | Date fixe                     | Bataille de Boyacá                        | 7 août       | 7 août       | 7 août       | 7 août       |
| 15 août      | Premier lundi                 | Assomption                                | 17 août      | 16 août      | 15 août      | 20 août      |
| 12 octobre   | Premier lundi                 | Jour de Christophe Colomb                 | 12 octobre   | 18 octobre   | 17 octobre   | 15 octobre   |
| 1er novembre | Premier lundi                 | Toussaint                                 | 2 novembre   | 1er novembre | 7 novembre   | 5 novembre   |
| 11 novembre  | Premier lundi                 | Indépendance de Carthagène des Indes (es) | 16 novembre  | 15 novembre  | 14 novembre  | 12 novembre  |
| 8 décembre   | Date fixe                     | Immaculée Conception                      | 8 décembre   | 8 décembre   | 8 décembre   | 8 décembre   |
| 25 décembre  | Date fixe                     | Noël                                      | 25 décembre  | 25 décembre  | 25 décembre  | 25 décembre  |